# Skrajna Zimna Turniczka
Skrajna Zimna Turniczka (słow. Predný malý Oštep, niem. Vorderer Gantturm, węg. Elülső Gánttorony) – turnia znajdująca się w masywie Rywocin w słowackich Tatrach Wysokich. Leży w Zimnowodzkiej Grani, którą Pośrednia Grań wysyła na południowy wschód. Jest ostatnią turnią w tej grani. Od strony północno-zachodniej graniczy z Zadnią Zimną Turniczką, oddzieloną Skrajną Zimną Ławką.
Północno-wschodnie stoki opadają z Zimnych Turniczek do Doliny Małej Zimnej Wody, południowo-zachodnie – do Doliny Staroleśnej. W górnej części turni znajdują się skałki, jednak całe stoki są pokryte kosodrzewiną i lasem, w którym rosną m.in. limby. Na wierzchołek Skrajnej Zimnej Turniczki nie prowadzą żadne szlaki turystyczne. Dla taterników turnia jest łatwo osiągalna ze Skrajnej Zimnej Ławki.
Pierwszego wejścia na Skrajną Zimną Turniczkę dokonał Alfred Martin 21 lipca 1907 r.